# Rosalind Hicks
Rosalind Margaret Clarissa Hicks, född Christie 5 augusti 1919, död 28 oktober 2004, var det enda barnet till deckarförfattaren Agatha Christie.

## Biografi
Rosalind Margaret Clarissa Christie föddes den 5 augusti 1919 i sin mormors hem i Ashfield, Torquay. Hennes far Archie Christie var en militärofficer som tidigare varit i Royal Flying Corps. År 1914 gifte han sig med den aspirerande författaren Agatha Christie, dotter till Frederick Alvah Miller och Clarissa Miller. Vid tiden för Rosalinds födelse hade manuskriptet till En dos stryknin, Christies första roman, skickats ut till förläggaren John Lane och publicerades ett år senare.
Vid 7 års ålder flyttade Rosalind och hennes föräldrar till Sunningdale, där de köpte ett hus och döpte det till Styles. Efter några månader dog Rosalinds mormor Clarissa Miller. Djupt sårad flyttade Agatha tillbaka till Ashfield (som hade varit hennes eget barndomshem), där hon fick besök av sin man, som erkände sin affär med sin sekreterare Nancy Neele. Efter dessa traumatiska händelser försvann Agatha den 3 december 1926 och registrerade sig som Neele på ett hotell i Yorkshire. Där hittades hon av polisen tio dagar senare och pratade aldrig med Rosalind om händelsen. Hennes föräldrar skilde sig kort därefter och 1928 gifte sig Archie Christie med Nancy Neele. Deras enda gemensamma barn Archibald föddes 1930. Samma år gifte Rosalinds mor om sig med Max Mallowan.
När Rosalind var 11 år dedicerade hennes mor romanen Mordet i prästgården "Till Rosalind". Hon studerade vid Benenden School och avslutade sin utbildning i Schweiz och Frankrike. Som vuxen tillbringade hon mycket av sin tid på Greenway Estate i södra Devon, som hennes mor köpte 1938.
Rosalind gifte sig 1940 i Ruthin i Wales med major Hubert de Burr Prichard (14 maj 1907 – 16 augusti 1944). Deras enda barn Mathew Prichard föddes 1943. Ett år senare dog Rosalinds make i slaget om Normandie. Hon gifte om sig 1949 med advokaten Anthony Arthur Hicks (26 september 1916 - 15 april 2005) i Kensington i London. De bodde i Greenway Estate fram till Rosalinds död den 28 oktober 2004 i Torbay. Rosalind Hicks blev 85 år gammal.

## Moderns kvarlåtenskap
Efter Agatha Christies död 1976 ärvde Rosalind och Christies make det mesta av nettot på 106 683 pund (cirka 773 000 pund 2019), som hon lämnade efter sig. Rosalind fick också 36% av Agatha Christie Limited och upphovsrätten till Christies pjäs A Daughter's a Daughter. Hon trodde att huvudpersonen var baserad på henne, men förblev inte entusiastisk över detta.
Rosalind avböjde många biografier om sin mor och gav Janet Morgan i uppdrag att skriva en auktoriserad biografi först 1984. Hon blev ordförande för Agatha Christie Society 1993 och utnämnde David Suchet och Joan Hickson, vars framträdanden av Hercule Poirot och Miss Marple hon godkände, till vicepresidenter för företaget. I en intervju med This Morning 2014 sa Suchet:
| ” | Jag träffade aldrig Agatha, men den största komplimangen [...], hon [Rosalind] sa faktiskt att hennes mamma hatade folk som spelade Poirot. Det nådde aldrig upp till förväntningarna, men en morgon kom hon fram till inspelningen och sa: 'Jag måste säga dig att jag tror att min mamma skulle ha varit väldigt stolt. | „ |

1995 granskade Rosalind ett manus till filmatiseringen av Christies roman Klockan K, som innehöll frågor som incest. Förfärad krävde hon att namnet på filmen och dess karaktärer skulle ändras. Den släpptes senare som Oskyldiga lögner.
Efter Rosalinds död 2004 ärvde hennes son Mathew Prichard hennes aktier i Agatha Christie Limited samt Greenway Estate, som han sålde till National Trust. Idag är Prichards son James Prichard VD och styrelseordförande för Agatha Christie Limited.

## Skildring i fiktion
Den sjuåriga Rosalind dyker upp som en karaktär i det brittiska TV-dramat Agatha and the Truth of Murder från 2018. Hon spelas av Amelia Rose Dell.